# Kattupakkam
Kattupakkam es una ciudad censal situada en el distrito de Chennai en el estado de Tamil Nadu (India). Su población es de 23910 habitantes (2011). Se encuentra a 30 km de Tiruvallur y a 18 km de Chennai.

## Demografía
Según el censo de 2011 la población de Kattupakkam era de 23910 habitantes, de los cuales 12134 eran hombres y 11776 eran mujeres. Kattupakkam tiene una tasa media de alfabetización del 87,98%, superior a la media estatal del 80,09%: la alfabetización masculina es del 92,31%, y la alfabetización femenina del 83,52%.